# 鲍里斯拉夫·茨韦特科维奇
鲍里斯拉夫·茨韦特科维奇（1962年9月30日—），塞尔维亚男子足球运动员。他曾代表南斯拉夫国奥队参加1984年夏季奥林匹克运动会足球比赛，获得一枚铜牌。